# Palais Bolinder
Le Palais Bolinderska (en suédois, Bolinderska palatset ou Bolinderska huset) est le nom d'un immeuble de la péninsule de Blasieholmen à Stockholm en Suède.
Il borde le bâtiment principal du Grand Hôtel et le Burmanska palatset.

## Histoire
L'industriel de Stockholm Jean Bolinder (1813-1888), fondateur de la Bolinders Mekaniska Verkstad, fit construire le bâtiment selon les plans de Helgo Zettervall. 
Autrement dit, le bâtiment est plus jeune que le Grand Hôtel Stockholm voisin, inauguré en 1874. Le bâtiment de cinq étages a longtemps été le siège de la Kungliga Automobilklubben (KAK) et fait maintenant partie du Grand Hôtel qui a aménagé des salles de conférence et de réception. 
Dans la partie basse de la propriété, Mathias Dahlgren exploite un restaurant depuis 2007,.
Le bien est classé bleu par le Musée municipal de Stockholm, ce qui signifie qu'il représente « des valeurs culturelles et historiques extrêmement élevées ».
Le style du bâtiment a été calqué sur la Renaissance vénitienne. En 1879 le peintre Carl Larsson a été chargé de la décoration du plafond et des lunettes .

## Galerie

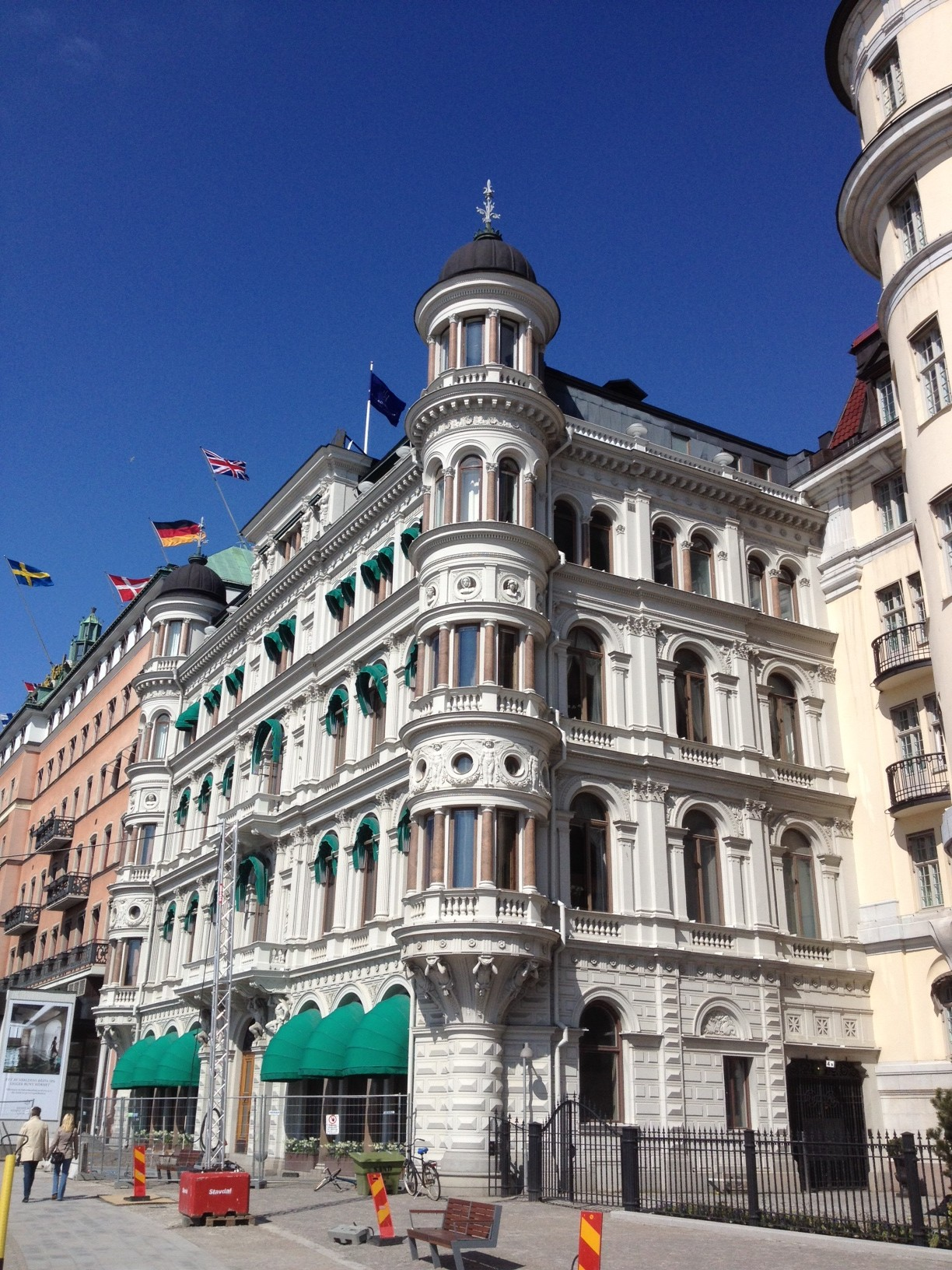
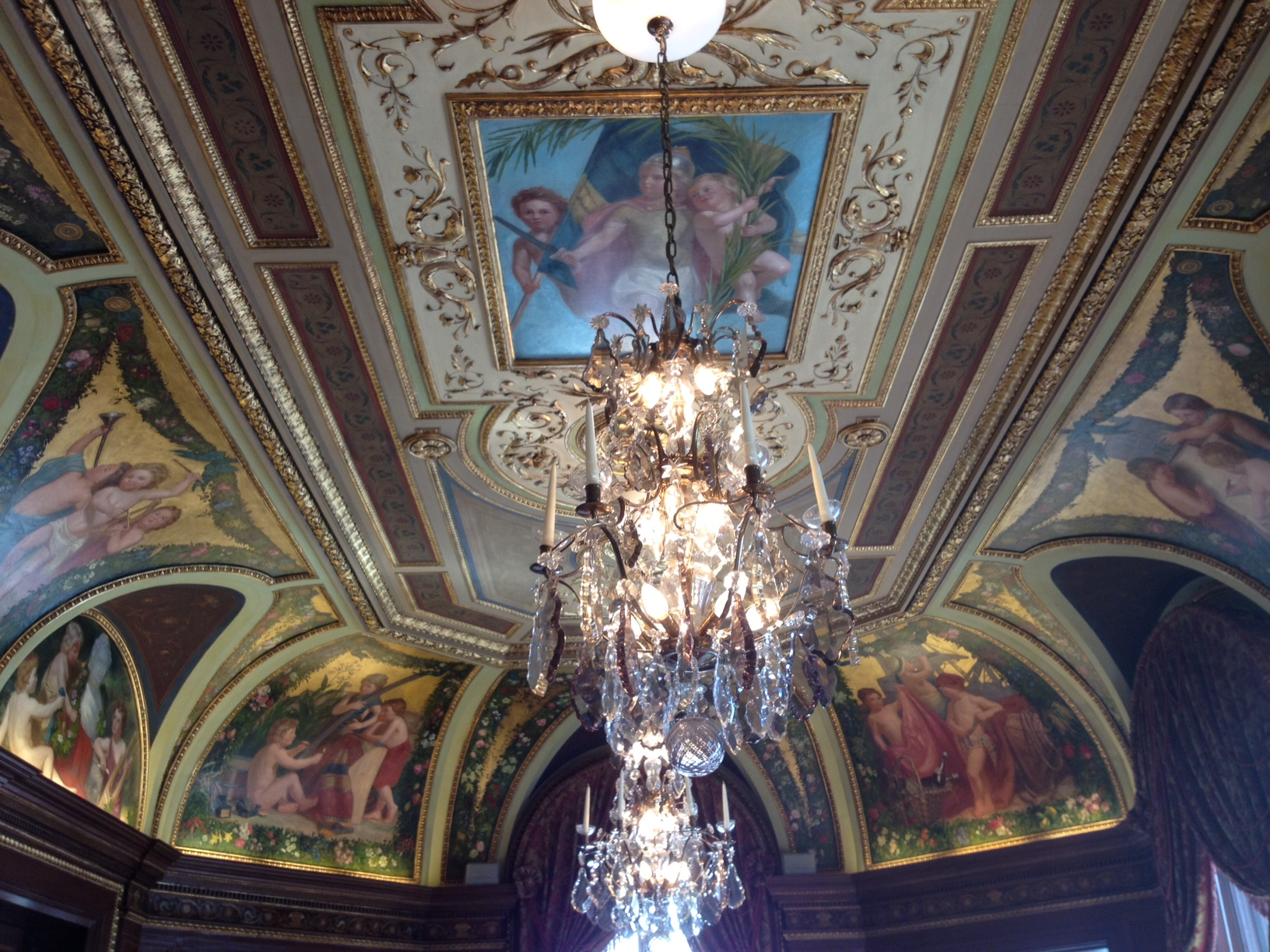
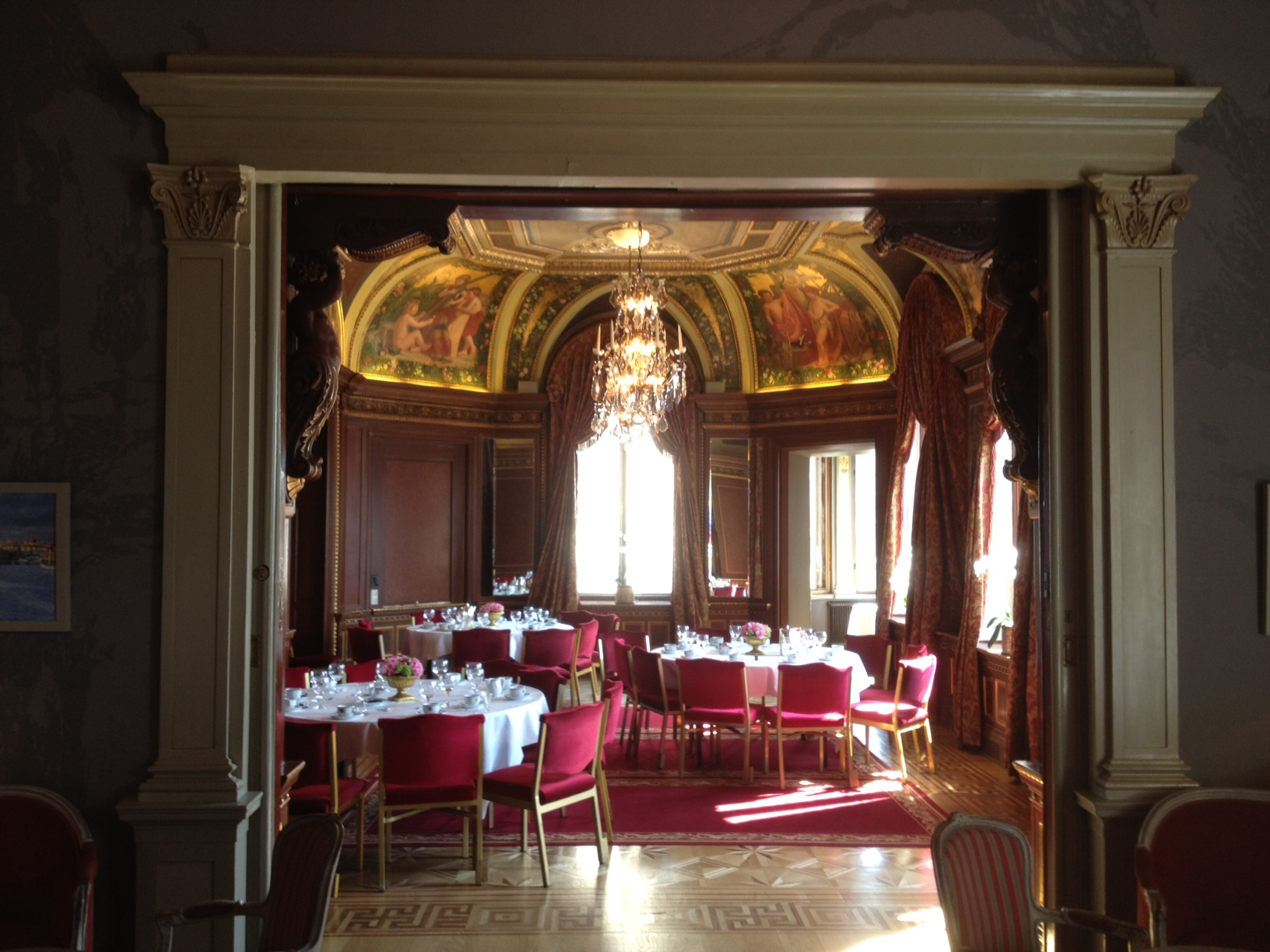
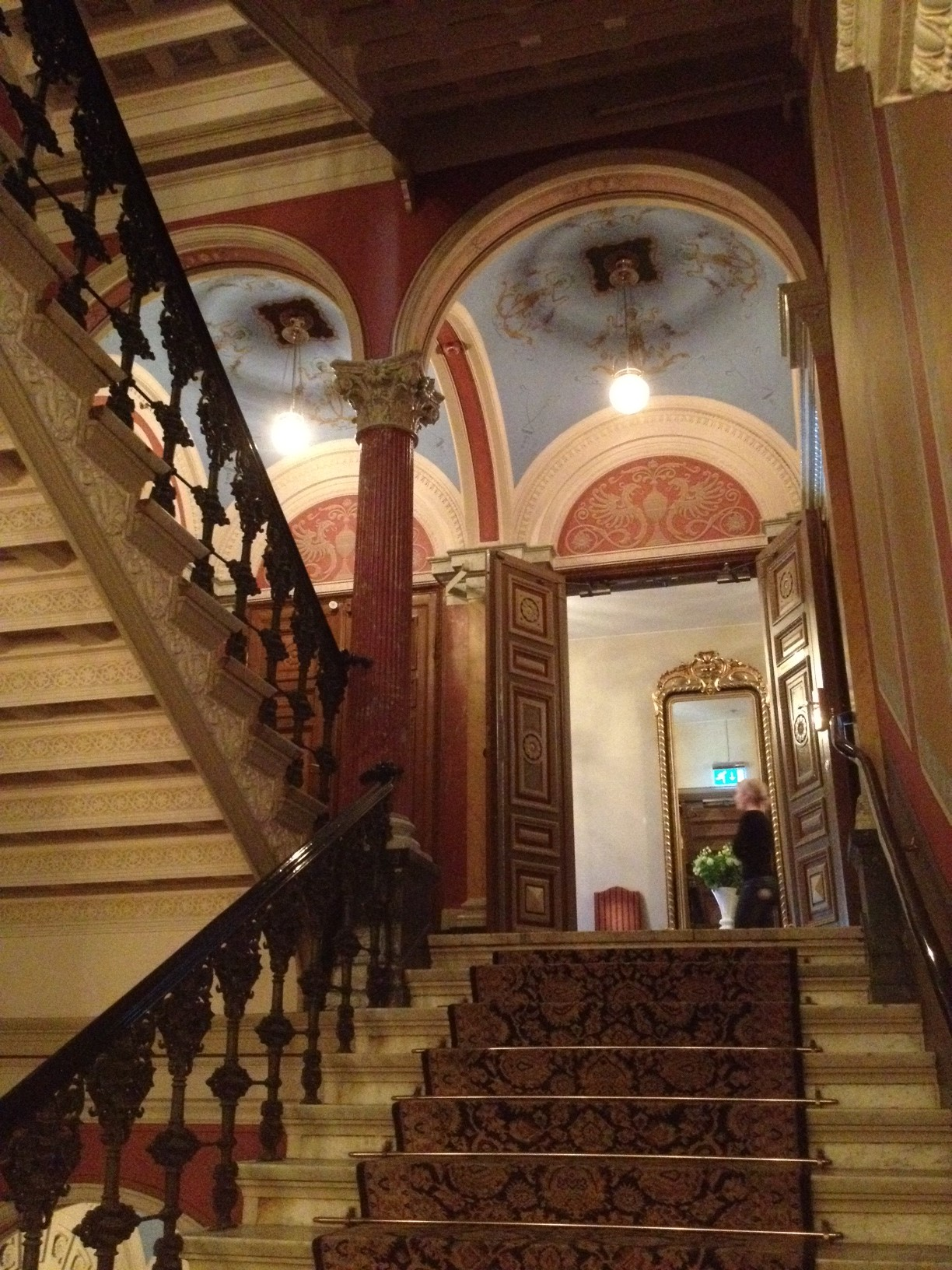
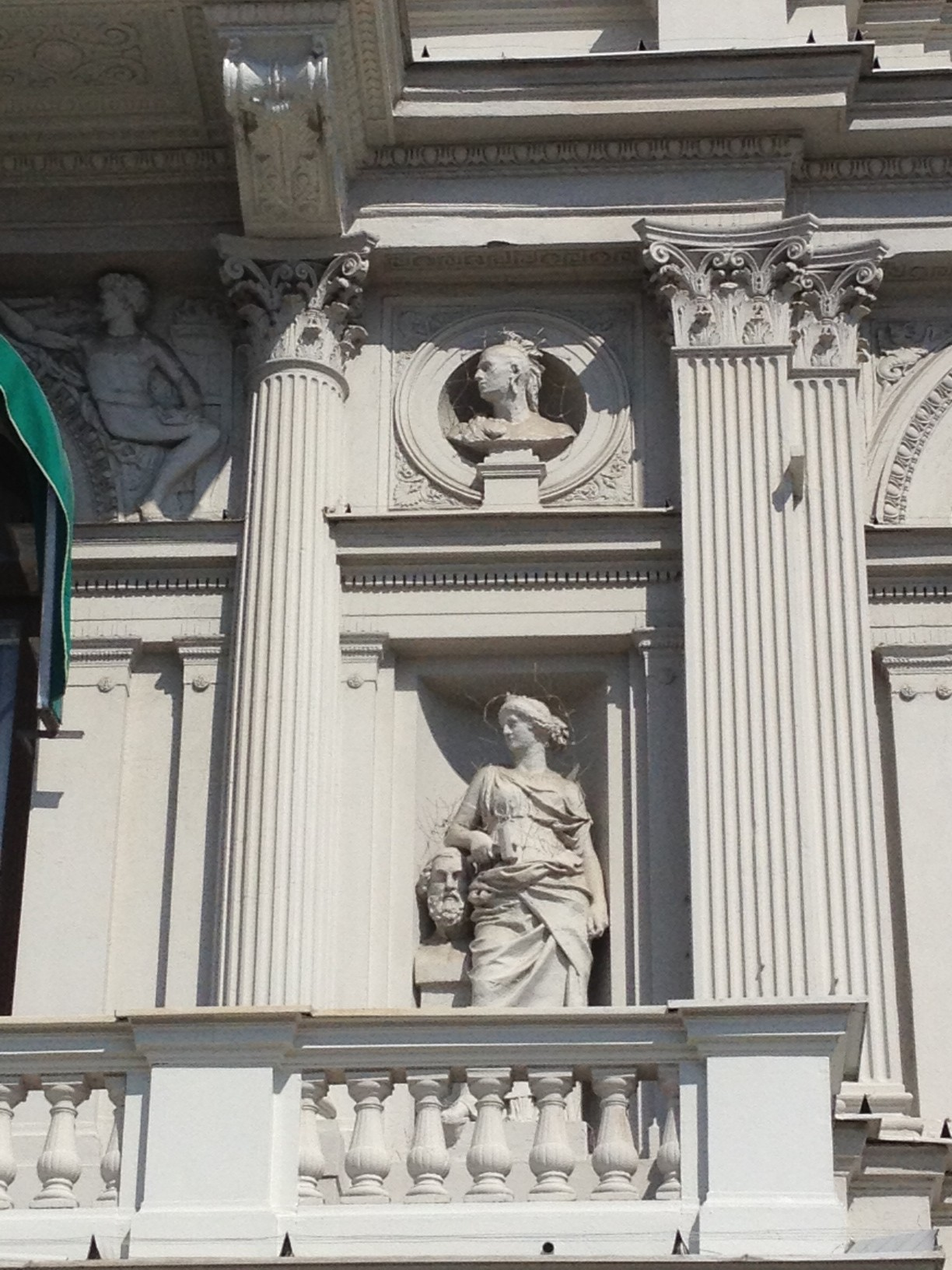
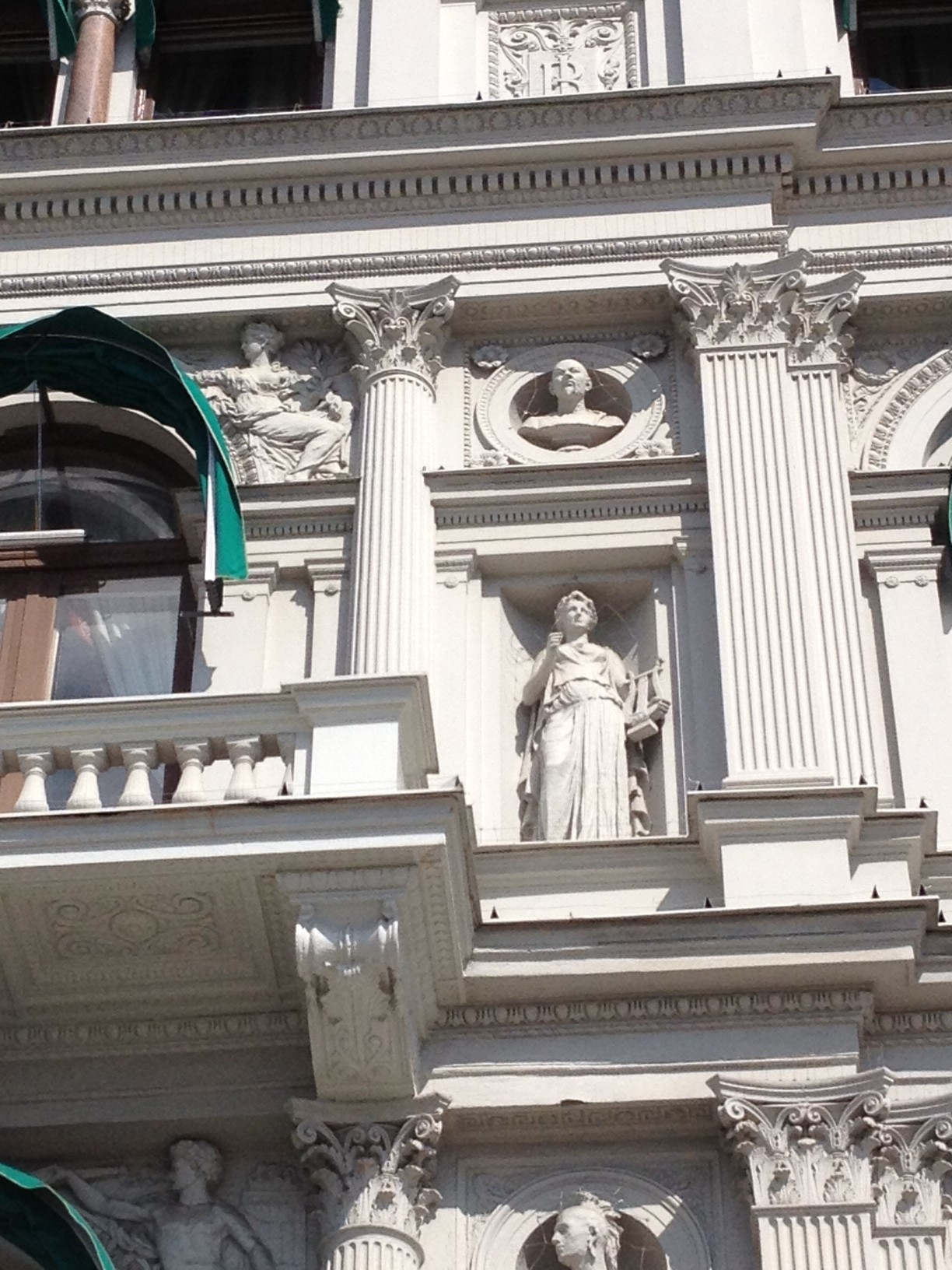